# Extreme Noise Terror
Extreme Noise Terror (abreviado como ENT) son una banda de hardcore punk, crust punk y grindcore originalmente creada en Ipswich, Inglaterra, en enero de 1985. Son una de las bandas fundamentales en los orígenes del crust punk actual y del grindcore.

## Historia
Destacan por ser una de las primeras bandas del género en introducir dos vocalistas. Se dieron a conocer a través de su participación en las famosas grabaciones del DJ John Peel para la BBC Radio 1, conocidas como "Peel Sessions", en las que han participado grandes bandas de muy diversos estilos como AC/DC o Bad Religion.
Aunque comenzaron siendo una banda de hardcore punk, pronto incluyeron elementos más extremos en su música (bajo muy distorsionado, voces más agresivas, base rítmica muy rápida y guitarras sucias), con letras fuertemente críticas y orientadas hacia temas sociales. Junto a sus compatriotas Napalm Death, sentaron las bases del grindcore de la vieja escuela.
Después de su disco "Retro-bution", el grupo sufrió varias idas y venidas de algunos de sus miembros, y reorientó su estilo hacia una especie de grindcore con base death metal, muy lejos de su estilo punk-crust original.
El 17 de febrero de 2011, Phil Vane, uno de los vocalistas fundadores y hasta esa fecha miembro activo de la banda falleció mientras dormía, a la edad de 46 años, debido a un accidente cerebrovascular, a lo que los demás integrantes de la banda emitieron un pequeño comunicado diciendo: “Los rumores son ciertos. Phil ha fallecido. Ahora mismo necesitamos tiempo para digerir esta noticia, en breve haremos un comunicado más amplio que explique qué pensamos hacer en el futuro”.

## Integrantes actuales
- Dean Jones - Voz
- Ellery Hardy - Voz
- Mic Hourihan - batería
- Staff Glover - bajo
- Ollie Jones - guitarra
- Woody - guitarra

## Miembros pasados
- Phil Vane - Voz(1985–1996, 1997-1999, 2006–2011) († 2011)
- Spit (voz, 1989)
- Mark "Barney" Greenway (voz, 1995-1997)
- Adam Catchpole (voz, 2000-2006)
- Jose Kurt (voz)
- Pete Hurley (guitarra, 1985-1995)
- Gian Pyres (guitarra)
- Ali Firouzbakht (Al Todd) (guitarra, 1995-2005)
- Jerry Clay (bajo, 1985-1988)
- Mark Gardener (bajo, 1988-1990)
- Peter (Doom) Nash (bajo, 1988-1989)
- Mark Bailey (bajo, 1990-1993)
- Lee Barrett (bajo, 1993-1997)
- Manny Cooke (bajo)
- Darren "Pig Killer" Olley (batería, 1985-1987, 1993-1995)
- Mick Harris (batería, 1987-1988)
- Tony "Stick" Dickens (batería, 1988-1995)
- William A. "Was" Sarginson (batería, 1995-1997)
- Zac O'Neil (batería, 1997-2007)

## Discografía
- Earslaughter - Chaos UK split LP (1986) Manic Ears Records
- The Peel Sessions 12" (1987) Strange Fruit Records
- A Holocaust in Your Head LP (1988) Head Eruption Records
- Are You That Desperate EP (1989) Crust Records USA
- In It For Life - Filthkick split LP (1989) Sink Below Records
- From One Extreme to Another VHS (1989)
- The Peel Sessions '87-'90 CD/LP (1990) Strange Fruit Records
- The Split Noize Live Ep Patareni split EP (1990) FalSanja Kol'ko'S Records / Debilana Sound
- Earslaughter live LP (1990) Headache Records
- Live & Loud live CD (1990)
- Ear Terror (1991) Headache Records
- A Holocaust in Your Head CD (1991) Distortion Records
- Phonophobia 12" (1991) Discipline Records
- "3 a.m. Eternal" (con The KLF) 7" edición limitada (1992) KLF Communications
- Retro-bution CD/LP (1992) Earache Records
- Damage 381 CD (1997) Earache Records
- The Peel Sessions LP (1998) Discipline Records (Reprint)
- Being and Nothing CD (2001) Candlelight Records
- From One Extreme to Another DVD Reedición del VHS (2003) Candlelight Records
- Hatred and the Filth Single (2004) Distortion Records
- EP compartido con Driller Killer (2006) Osmose Productions
- EP compartido con Trap Them (2008) Deathwish Inc.[2]
- Extreme Noise Terror (2015) Willowtip Records